# Biogem
BioGeM (Biotecnologie e Genetica Molecolare) è un centro di ricerca scientifica avente sede nella città italiana di Ariano Irpino e operante negli ambiti della genetica molecolare e delle biotecnologie.
Sotto il profilo giuridico BioGeM è una società consortile cui aderiscono svariati atenei italiani (Milano-Bicocca, Udine, Roma-LUMSA, Caserta, Foggia, Benevento, Campobasso e le due università napoletane Federico II e Suor Orsola Benincasa) nonché il CNR, l'istituto di ricerche farmacologiche Mario Negri, la stazione zoologica Anton Dohrn, la comunità montana dell'Ufita, la camera di commercio Irpinia-Sannio, il comune di Accadia e l'omonima fondazione Biogem.
Unitamente al CNR, al Ceinge, all'università Federico II di Napoli e agli atenei di Benevento, Caserta e Salerno, BioGeM è parte integrante di Campania Bioscience, il distretto regionale operante nei settori delle scienze mediche e delle biotecnologie.

## Storia
Fin dal 1997 si delinearono i presupposti per la creazione di un polo di ricerca genetica in Campania e, negli anni successivi, ciò fu reso possibile grazie all'afflusso di cospicui fondi regionali per lo sviluppo, gli stessi che consentirono il trasferimento di Tigem da Milano a Napoli.
Inaugurato nel 2006 alla presenza del premio Nobel per la medicina Rita Levi-Montalcini, BioGeM a partire dal 2010 organizza annualmente il meeting Le due culture (cui nel corso degli anni hanno preso parte numerosi premi Nobel nonché autorità di rilievo politico e istituzionale) con l'obiettivo di individuare un punto d'incontro tra il sapere umanistico e la conoscenza scientifica.
A partire dal 2012 BioGeM ospita una stazione della rete sismica nazionale (sigla: Biog, altitudine: 623 m s.l.m.) ubicata all'altezza della sella di Ariano e posta al servizio dell'Istituto Nazionale di Geofisica e Vulcanologia; a decorrere dal 2013 è inoltre in funzione un laboratorio di genetica forense.
Nel luglio 2016, in occasione del primo decennale, è stata inaugurata una residenza per ricercatori e studenti nel cuore del centro storico di Ariano Irpino, così da agevolare le attività accademiche tenute dapprima nel palazzo Forte e successivamente (dal 2018) nel vicino palazzo Bevere-Gambacorta.
Dagli inizi del 2017 è operativa, all'interno del centro di ricerche, una filiale di Sopra Steria, azienda francese impegnata nel settore della consulenza, dei servizi digitali e dello sviluppo del software; tale collaborazione si è poi rafforzata a partire dal 2022.
Nell'ottobre 2023 un recital della pianista Beatrice Rana ha infine inaugurato la serie concertistica Biogem Musica, ideata dall'artista italiano Nazzareno Carusi.

## Attività
Le attività di ricerca scientifica, condotte dall'Istituto di Ricerche Genetiche “Gaetano Salvatore” (IRGS, così denominato in memoria del suo ideatore, il ricercatore italiano Gaetano Salvatore), avvengono all'interno di una struttura denominata Genetics and Translational Medicine (GTM) e sono finalizzate alla comprensione dei meccanismi biologici e all'identificazione dei geni coinvolti nello sviluppo e nella proliferazione di varie patologie umane;
le ricerche si avvalgono dell'utilizzo di modelli animali allevati in un idoneo stabulario previa approvazione del Comitato Etico per la Sperimentazione Animale. Al riguardo assumono particolare rilievo le ricerche finalizzate alla lotta contro il cancro e le malattie professionali o degenerative, sovente in collaborazione con gruppi internazionali.
Le attività formative, operate in una specifica area funzionale denominata Life & Mind Science School (LMSS), consistono in dottorati di ricerca, corsi di laurea magistrale e formazione post laurea secondo il programma University Industry Internship Program (UIIP), mentre la ricerca specificatamente farmacologica viene svolta in una diversa articolazione denominata Medicinal Investigational Research (MIR), le cui attività si estendono alla verifica sperimentale dei nuovi farmaci e al rilascio dei relativi attestati. A decorrere da settembre 2019 il MIR è riconosciuto dal ministero della salute italiano quale centro di saggio di buona pratica di laboratorio nei seguenti settori: studi di biocompatibilità, farmacocinetica/tossicocinetica e studi ADME.

## Museo
All'interno del centro di ricerche si colloca Biogeo, uno spazio museale dedicato ai primordi della storia geologica terrestre (dall'era precambriana fino al periodo giurassico). Fondato in collaborazione con l'Istituto nazionale di geofisica e vulcanologia, il museo illustra l'origine e lo sviluppo della vita sulla Terra, con particolare riguardo al rapporto tra genoma, ambiente ed evoluzione. A partire dal 2012 Biogeo si è dotato di una quadrisfera progettata dal fisico italiano Paco Lanciano; nel 2018 il museo è stato visitato dal presidente della repubblica italiana Sergio Mattarella.

## Biblioteca
La biblioteca della fondazione Biogem, strutturata su 126 m² e liberamente consultabile, annovera circa 9 000 volumi ed è comprensiva di tutte le pubblicazioni Treccani (ivi compresa l'Enciclopedia). La collezione libraria afferisce al polo regionale campano del Servizio bibliotecario nazionale.